# Robert M. Isaac
Robert Michael Isaac (* 27. Januar 1928 in Colorado Springs, Colorado; † 2. Mai 2008) war ein US-amerikanischer republikanischer Politiker und war von 1979 bis zum 17. Januar 1997 Bürgermeister seiner Geburtsstadt.
Isaac wurde 1928 als Sohn eines libanesischen Immigranten geboren. Er wuchs in Colorado Springs auf. Später besuchte er die United States Military Academy in West Point, New York und studierte an der University of Southern California. 1962 kehrte Isaac nach Colorado Springs zurück. 1975 wurde er in den Stadtrat gewählt und vier Jahre später in das Amt des Bürgermeisters. Nachdem er die nächsten vier Wahlen für sich entscheiden konnte, trat Isaac 1997 zurück, zwei Jahre vor dem Ende seiner regulären Amtszeit.
Während seiner Amtszeit als Bürgermeister wurde Oktober 1994 der Colorado Springs Airport eröffnet. Ihm zu Ehren wurde 2002 ein Terminal nach Isaac benannt.
Isaac war verheiratet und dreimal geschieden. Aus seinen Ehen gingen fünf Kinder hervor.